# Черница
 Тази статия е за растението.  За селото в България вижте Черница (село).  За езерото в Румъния вижте Черница (езеро).
Черница (в западните български говори църница) или в някои диалекти бобонка, боболка, дуда (на латински: Morus) е род покритосеменни растения от семейство Черничеви (Moraceae). Включва десетина вида дървета, разпространени главно в субтропичните области на Азия, Европа, Африка и Америка.
Дърветата обикновено са ниски и достигат в редки случаи до 10 – 15 метра височина. Плодът е с размер 2 – 3 сантиметра, многосеменен, с къса дръжка, наподобяващ плода на ягода и се използва за плънка на сладкарски изделия. От него могат да се правят също така сокове и вина. За успешното съхранение, трябва да се има предвид, че плодовете са нетрайни. Запазват се 1 – 2 дни, ако се държат в хладилник, без да са измити предварително. Измиват се преди консумация. Плодовете узряват през юни – август. От плодовете се приготвят петмези, компоти, сиропи и др.  В някои области на България плодът се нарича барабонка. Листата на черницата са зелени, обикновени и са основна храна на копринената буба, ларвата на копринената пеперуда. Най-широко разпространени са бялата (Morus alba) и черната черница (Morus nigra). Листата на бялата черница са по-лъскави и едри, с грапави власинки. Плодът е много сладък. Среща се и във формата на плачещо дърво, предимно в по-топлите райони. Черните черници са големи и сочни, с равномерно количество сладост и тръпчив вкус. Има разновидности във форма на храст. 

## Класификация
Класификацията на черниците е предмет на продължаващи спорове. В литературата са описани повече от 150 вида, но едва десетина са общоприети като самостоятелни:
- Morus alba – Бяла черница
- Morus australis – Корейска или китайска черница
- Morus celtidifolia (Morus microphylla) – Тексаска черница
- Morus insignis – Латиноамериканска черница
- Morus mesozygia – Африканска черница
- Morus indica – Индийска черница
- Morus nigra – Черна черница
- Morus rubra – Червена черница

## Лечебни свойства
В народната медицина черницата се използва като слабително, откашлящо, пикочогонно, хипогликемично и седативно средство. Прилага се за лечение на запек, лека форма на захарен диабет и бронхити. Листата се употребяват при авитаминиза, като укрепващо средство и при задух. Отварата от кората и корените се препоръчва за регулиране на нередовна менструация, при полова слабост и бъбречна недостатъчност. 

## Други
На черницата е наречена улица в квартал „Илиянци“ в София (Карта).